# Saxífraga geranioide
Saxífraga geraniode, Saxifraga geranioides, és una espècie de planta saxifragàcia.

## Descripció
Planta que fa grups de rosetes, viscosa;fulles basals més o menys coriàcies i que fa de 8 a 30 cm d'alt. Flors blanques, campanulades, poc flairoses disposades en panícula corimbiforme. Floreix de juny a agost.

## Hàbitat
Matollars de nerets i ginebrons, tarteres en terreny silici. La seva distribució és d'oròfit europeu del sud-oest. Als Països Catalans només es troba a Catalunya entre els 700 i els 2800 m d'altitud.